# Parcul Național Joshua-Tree
Parcul Național Joshua-Tree este compusă dintr-o regiune de deșert, el este situat în sud-estul statului California, SUA. Parcul a luat ființă în august 1936, el ocupă o suprafață de 3.196 km² și leagă deșerturile Mojave și Colorado care aparțin de Deșertul Sonora. El a fost denumit după planta Joshua Tree (Yucca brevifolia), care face parte din familia agavelor. Pe lângă pădurile de Josua în parc se pot admira formațiunile geologice interesante. Parcul este vizitat anual de circa un milion de turiști și alpiniști care sosesc de pe tot globul.